# シーパル女川汽船
シーパル女川汽船株式会社（シーパルおながわきせん）は、宮城県牡鹿郡女川町の海運会社。女川町55％、出島地区22.5％、江島地区22.5％の出資で設立された第三セクターである。

## 概要
女川港と、女川町に属する離島である江島の間を、所有する1隻の高速貨客船で結んでいる。
従来、出島航路は丸中金華山汽船が、江島航路は江島汽船が運航していたが、2004年に経営悪化により出島航路から丸中金華山汽船が撤退した。出島・江島航路の一体運航による合理化で航路存続を図るため、両航路運航のための新会社として2005年4月8日に設立された。江島汽船は船舶保有会社として存続した後、新造船「しまなぎ」の就航後に清算された。
出島は2024年12月19日の出島大橋開通により本土と陸路で結ばれ、翌2025年3月30日をもって出島（出島港・寺間港）への運航を終了。同年3月31日以降、出島への交通手段は同日新設の女川町民バス出島線が担うこととなった。

### 東日本大震災による被災
2011年3月11日に発生した東日本大震災では、津波により本社の入居していた女川旅客ターミナルが流失、社員4名（船員1名・事務職員3名）が行方不明となり、唯一の所有船舶である「しまなぎ」は被災を逃れたものの、運航休止となった。「しまなぎ」には船員4名が乗船しており、港が入港可能となるまで3日間、沖で待機した後に帰港した。
2011年7月25日、暫定ダイヤで運航を再開、使用船舶は「しまなぎ」が船舶を多数失った大島汽船に貸出中のため、潮プランニングの「ベガ」となった。

## 歴史
- 2005年4月8日：丸中金華山汽船の航路撤退により新会社を設立。江島汽船は船舶保有会社として存続。
- 2006年8月6日：「しまなぎ」が就航。本船の就航をもって、江島汽船を会社清算。
- 2011年
  - 3月11日：東日本大震災により被災、運航休止。
  - 7月25日：暫定ダイヤで運航を再開。
- 2012年1月2日：毎日運航を再開。
- 2025年3月30日：この日を最後に出島への運航を終了。江島航路のみとなる。

## 航路
- 女川港（女川漁港、海の駅「シーパル女川」） - 江島

※1日3便。ただし、午後の3便目はデマンド運航（事前の窓口・電話予約、または1・2便目の江島行乗船時に職員への申し付けで運航）。

## 船舶

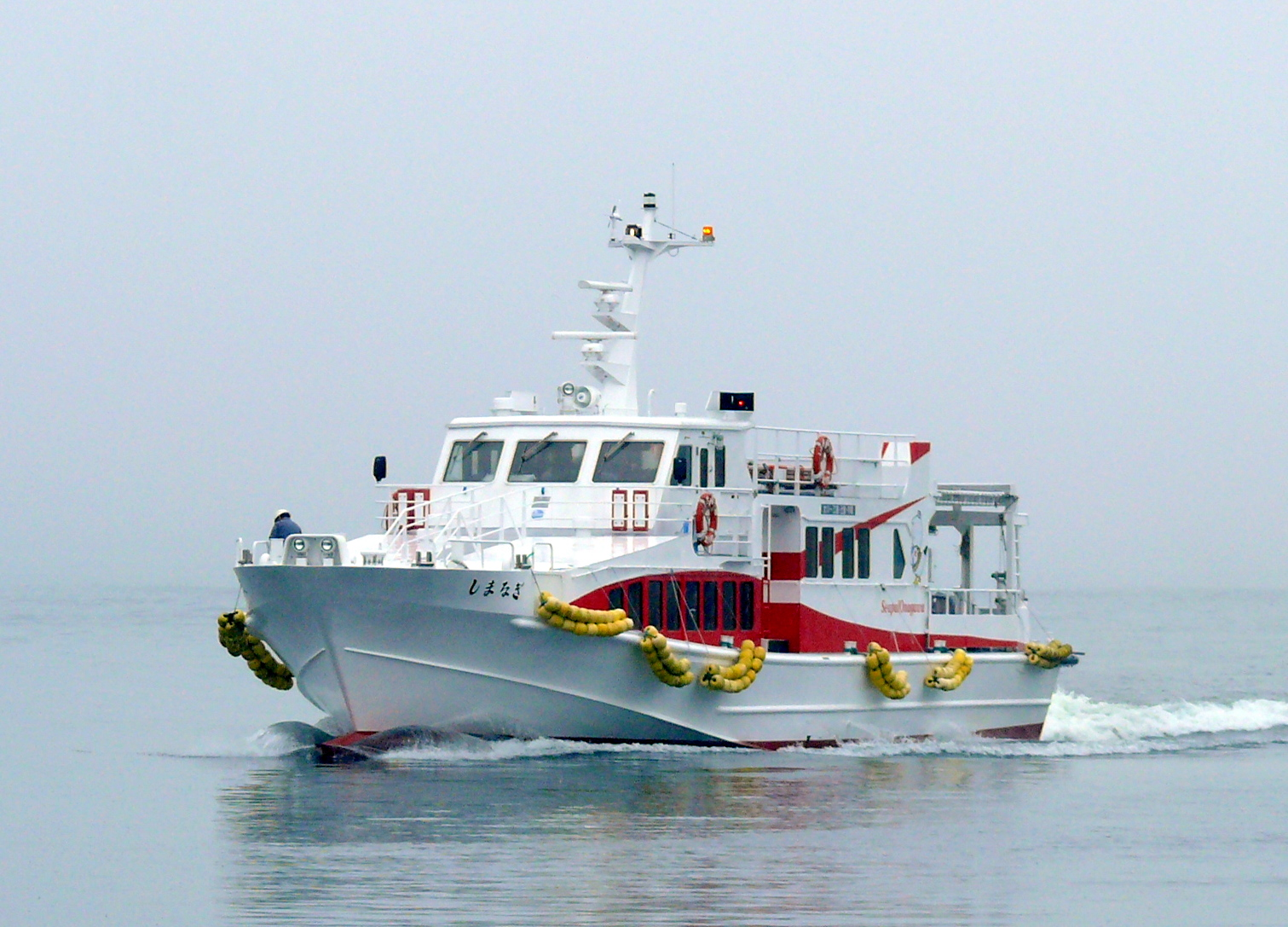
女川湾を航行する「しまなぎ」。
（2010年6月23日）

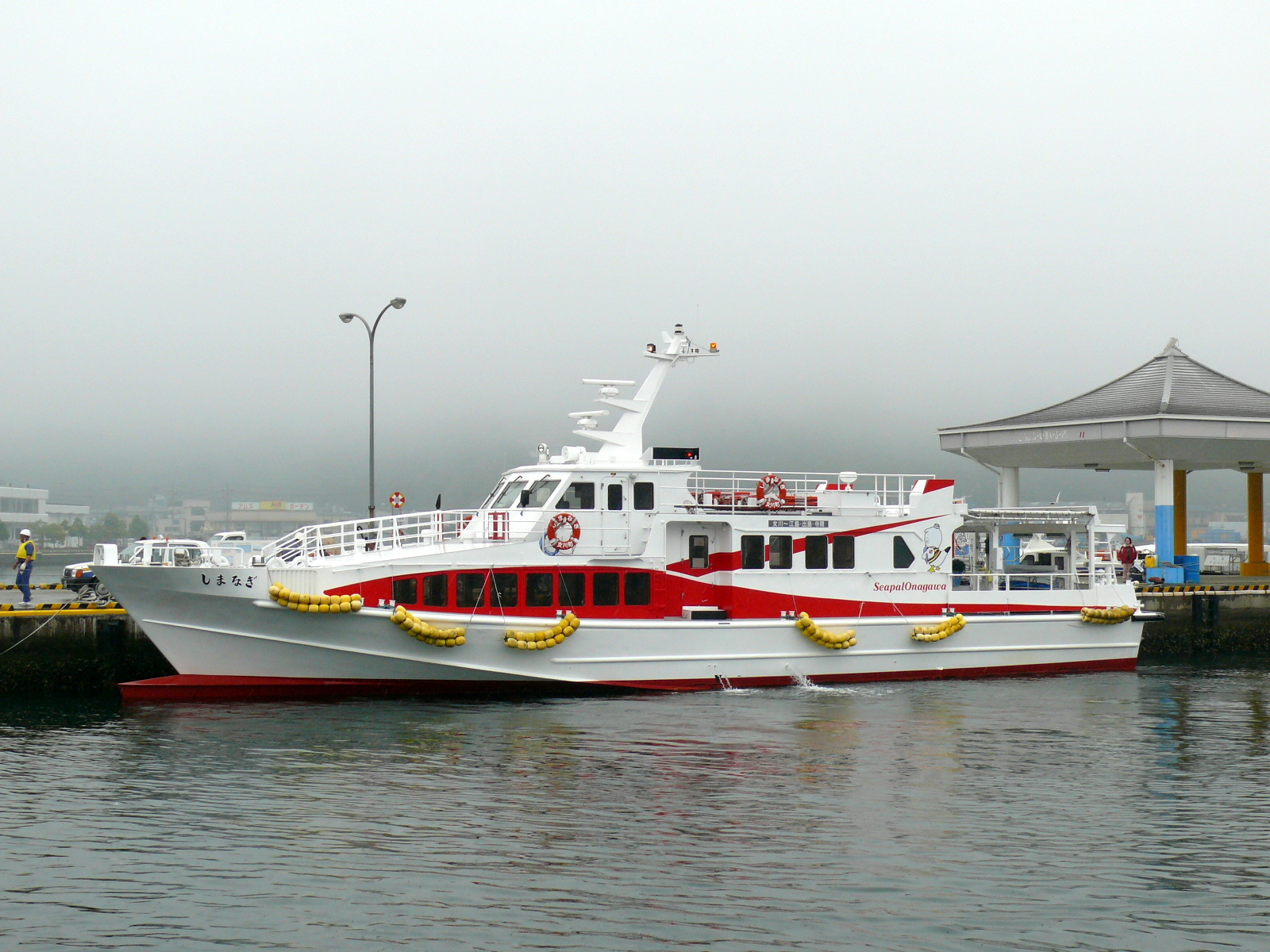
女川港の定期船乗り場に着岸した「しまなぎ」。
（2010年6月23日）

### 運航中の船舶
- しまなぎ

高速貨客船で生活物資全般の輸送を行う。乗用車1台の積載能力があるが、マイカーの積載は事前連絡が必要。バリアフリー対応。潮の干満に対応するための貨物昇降装置、活魚槽を設置。
墨田川造船建造、アルミニウム合金製、沿海（限定）
61総トン、全長24.6m、全幅5.92m、航海速力22ノット、旅客定員100名、積載貨物4.7トン

### 過去の船舶
- こうほう

江島汽船所有、2006年8月引退、墨田川造船建造、旅客定員95名

## 脚註
1. ↑  国土交通省　東北地方太平洋沖地震（第28報）平成23年3月22日（火）14:00作成 (PDF)
2. ↑  日本旅客船協会　東北旅客船協会からの被災状況報告（6報）3月23日 (PDF)